# الأرنب الأبيض (لوست)
«الأرنب الأبيض» الحلقة الخامسة من الموسم الاول من لوست . الحلقة أخرجها كيفن هوكس وكتبها كريستيان تايلور. تم بثها لأول مرة في 20 أكتوبر 2004، على قناة ABC .
تتمحور الحلقة حول شخصية جاك شيبارد (ماثيو فوكس)، مع فلاشباك تكشف عن ماضيه، بما في ذلك طفولته ورحلته إلى أستراليا بحثًا عن والده المفقود كريستيان شيبارد. في الأحداث الحالية، يبدأ الناجون من تحطم الطائرة في الكفاح عندما يدركون أن المياه النقية تنفد.
بينما يحاول جاك حل النزاعات، يبدأ في رؤية كريستيان في الغابة ويطارد هلوسة والده الميت.
جذبت الحلقة ما يقدر بنحو 16.82 مليون مشاهد مباشر. أعطى معظمهم مراجعات إيجابية، وتم إدراجها في المرتبة 49 في تصنيف IGN لجميع حلقات لوست . بعد بث «الأرنب الابيض»، قامت ABC باستحواذ مسلسل لوست لموسم كامل مضيفةً تسع حلقات إضافية إلى الثلاثة عشر التي كانت مقررة في البداية.

## القصة

### الفلاشباك
يواجه جاك شيبارد الشاب متنمرًا يعتدي على صديقه. يعطي لجاك الفرصة للمغادرة، لكن جاك قرر البقاء مع صديقه. عندما رأى كريستيان شيبارد والد جاك وجه ابنه المهزوم، أخبره أنه لا ينبغي أن يكون بطلاً لأنه «ليس لديه ما يلزم».
بعد سنوات عديدة زار جاك والدته، التي أخبرته أن كريستيان قد غادر فجأة إلى أستراليا، وطلبت من جاك إعادته. رفض في البداية، لكنها ذنبته لفعل ذلك بتذكيره بما فعله لوالده.
في سيدني، أبلغ مدير الفندق الذي كان كريستيان يقيم فيه جاك أنه لم يكن هناك منذ عدة أيام بعد حادثة في حانة. وجد جاك الكحول والحبوب ومحفظة كريستيان في غرفته.
في المشرحة، تعرف جاك على جثة كريستيان. أخبره الطبيب الشرعي أن والده أصيب بنوبة قلبية بسبب الكحول. تجادل جاك لاحقًا مع وكيل تذاكر شركة خطوط أوشيانيك، الذي قال إن الوثائق الخاصة بوضع تابوت كريستيان على متن الرحلة 815 غير مكتملة. يشرح جاك المحبط أن جميع الترتيبات المعدة للجنازة جاهزة بمجرد وصوله إلى مطار لوس أنجلوس، ويحتاج إلى دفن والده، لأنه يحتاج إلى «أن تنتهي المسألة».

### على الجزيرة
ينقذ جاك بون عندما يفشل بون في إنقاذ جوانا الغارقة. في وقت لاحق، هيرلي وتشارلي اقترحوا بجاك حول كيفية التعامل مع إمدادات المياه المتناقصة. في الوقت نفسه، يغضب بون من جاك لإنقاذه هو وليس جوانا، ويسأل من الذي جعل جاك قائدهم. يرى جاك مرة أخرى الرجل الذي يرتدي بذلة من الحلقة السابقة ويلاحقه. وعند اللحاق به، تعرف على الرجل على أنه كريستيان قبل أن يختفي. يواصل جاك ملاحقته ويتنقل ويترك متشبثًا بغصن فوق جرف.
بالعودة إلى الشاطئ، تفقد كلير وعيها بسبب الجفاف، ولا يتمكن تشارلي من العثور على موارد المياه. يتطوع لوك للبحث عن الماء في الغابة. وأثناء البحث، يرى جاك وينقذه. يتحدث الاثنان، ويقول جاك إنه لا يريد أن يكون القائد لأنه «ليس لديه ما يلزم». نصحه لوك بمواصلة «هلوسته» بوالده، موضحًا إيمانه بأن كل شيء على الجزيرة يحدث لسبب ما.
عند حلول الظلام، يتبع جاك صوتًا سمعه في الغابة، مما دفعه إلى التعثر في كهف يحتوي على نبع من المياه العذبة. كما وجد بعض الحطام من الطائرة، بما في ذلك نعش والده. يفتحه ويكتشف أنه فارغ، مما دفعه إلى تحطيمه بإحباط.
يمسك تشارلي بون وهو يعطي الماء لكلير اللاواعية. يعترف بون بأنه سرق الماء في محاولة لتحمل مسؤولية تقنينه. يبدأ القتال بينه وبين بعض الناجين الآخرين، لكن جاك يعود ويوقفهم. يلقي خطابًا يخبرهم فيه عن الماء الذي وجده وأنهم جميعًا بحاجة إلى التعاون من أجل البقاء، لأنه «إذا لم نتمكن من العيش معًا، فسنموت وحدنا».

## الإنتاج
تم بث «الأرنب الأبيض» في 20 أكتوبر 2004.  الحلقة من إخراج كيفن هوكس وكتابة كريستيان تايلور. أعلن تايلور أن الرسالة الأساسية كانت حول «رحلة الرجل لاكتشاف من هو حقًا»، في كيفية حل علاقة جاك المتضاربة مع والده الذي منحه حجة لإعادة ضبط نفسه و «تم دمجه في ما سيصبح جاك في سياق المسلسل». كان دامون ليندلوف متحمسًا للعمل للحلقة، حتى لو «لم تنته بتطور أو مفاجأة كبيرة صادمة" مثل سلفها "رحلة». كان ليندلوف إيجابيًا بشكل خاص حول «المشهد الرائع بين جاك ولوك في الغابة»،  والذي لا يزال يؤثر على مناقشات الشخصيات اللاحقة حول الإيمان، كما هو الحال في خاتمة الموسم الرابع «لا يوجد مكان مثل الوطن».
في المشهد الذي يتدلى فيه جاك من الجرف، يؤدي ماثيو فوكس المقطع بنفسه، حيث اعتبر أن الاعتماد على الدوبلير «يثبط دائمًا نوعًا ما قدرة المخرج على التصوير بطرق رائعة.» يتدلى فوكس من جرف ارتفاعه ثلاثين قدمًا أمام شاشة زرقاء، والتي من خلال الامتدادات الرقمية بدا أنها مئات الأقدام. ومع ذلك قام الممثل الدوبلير منذ مدة طويلة لفوكس ستيف بلالوك، بأداء جاك وهو يتدحرج أسفل الجبل قبل الاستيلاء على حافة الجرف، نظرًا لأن فوكس قال أن «هناك بعض الأشياء التي لن أتمكن من القيام بها».
سميت الحلقة باسم الأرنب الأبيض من قصة مغامرات أليس في بلاد العجائب ، الذي يقود شخصية عنوان القصة أليس، بشكل أعمق في حفرة إلى عالم غريب الأطوار يسمى بلاد العجائب، بينما يلتقي بشخصيات مختلفة.
تمامًا كما اتبعت أليس الأرنب الأبيض بشكل عميق أسفل الحفرة إلى بلاد العجائب، يتبع جاك والده أعمق وأعمق في الغابة.  جيف هايس، الذي أطلع جاك على والده الميت في المشرحة، هو أيضًا في الحلقة التجريبية باعتباره أحد الناجين. من غير الواضح سبب ذلك، وما إذا كان تصويره لشخصيتين غير مرتبطتين له أي رمزية أم لا.  تمثل الحلقة أول ظهور للممثل جون تيري، الذي يلعب دور والد جاك، كريستيان شيبارد (الرجل الغامض الذي يطارده جاك في الغابة). في الحلقة السابقة «رحلة»، لعب كريستيان ممثل احتياطي، حيث أن الشخصية لم تكن ضمن طاقم العمل بعد؛ وهكذا ظهر الجزء الخلفي من رأسه فقط.

## ما بعد البث
تم بث «الأرنب الأبيض» لأول مرة في الولايات المتحدة في 20 أكتوبر 2004.  يقدر بنحو 16.82 مليون مشاهد شاهد الحلقة في أمريكا في أول بث لها، واحتلت المرتبة الثانية في وقتها بعد تصفيات موسم دوري البيسبول الرئيسي لعام 2004. بين البالغين الذين تتراوح أعمارهم بين 18 و 49 عامًا، حصلت الحلقة على نسبة تقييم بلغت 6.3/16، لتحتل المركز الرابع عشر للأسبوع.  بناءً على نجاح المسلسل، استحوذت ABC مسلسل لوست للموسم الكامل بعد وقت قصير من بث «الأرنب الأبيض»، وطلبت تسع حلقات أخرى بعد الثلاثة عشر التي سبق الاتفاق عليها.
تلقت الحلقة مراجعات إيجابية في الغالب. أعطت إميلي فانديرويرف من نادي AV للحلقة علامة A- ، حيث كتبت أن «هيكل 'الأرنب الأبيض' هو نوع من نصف التكوين، بطريقة تثير إعجابي شبيهة جدًا بهيكل 'اللوح الفارغ ' ، لكنني أعتقد أن الشعور بأن كل شيء قد تلاشى في اللحظة الأخيرة يناسب الحلقة بطريقة لم تكن في الحلقة السابقة». كتبت فانديرويرف أيضًا، «كلما فكرت أكثر في هذه الحلقة، زاد إعجابي بها لأنها سلبت سلطة جاك». أعطى كريس كارابوت، مراجع IGN ، الحلقة 7.9 / 10، وكتب أنها «تتميز بواحدة من أفضل الفلاشباك التي خصصت لجاك.»  أعطى روبن بيرسون من الناقد التلفزيوني حلقة الأرنب الأبيض درجة 72/100، مشيدًا بالطريقة التي قام بها الكتّاب بحلقة أخرى من «الشخصيات الثقيلة» دون «محاولة حشد عمل غير ضروري» ومع ذلك، أضاف بيرسون أن مشهد الجرف كان مبتذلًا، لا سيما أننا «لا نعتقد حقًا أنه سيموت، لذا فهو مشهد فيلم أكشن ربما لم نغادره».
وصف رايان ماكجي من Zap2it «الأرنب الأبيض» بأنه «تكملة ملائمة لـ رحلة، وواحد من أقوى الحلقات التي تركز على جاك التي أنتجها العرض على الإطلاق.»  دليل حلقات لوست للآخرين: مختارات غير رسمية لروبرت دوجيرتي تقول إن الحلقة يجب مشاهدتها؛ إنها «أول نظرة عميقة على شخصية جاك».  دان سنيرسون من انترتينمنت ويكلي أعطى الحلقة B + ، مكملًا «النظرة الخاطفة المحيرة» لعلاقة جاك المختلة وظيفيًا مع كريستيان، «مما ينتج عنه أسئلة مثيرة وكشوف مخيفة». أدرج موقع IGN «الأرنب الأبيض» في المركز التاسع والأربعين في ترتيب كل حلقة من حلقات لوست ، واصفًا خطاب «نعيش معًا، ونموت وحدنا» بأنه مبدع. ترتيب مماثل للحلقات من قبل إميلي فانديرويرف لصحيفة لوس أنجلوس تايمز وضع الحلقة في المرتبة 82، وشعرت بأنها «أكثر شهرة للأشياء التي تقدمها - مثل الوحش الذي ينتحل صفة الموتى» من الحبكة.